# Lisa Ajax
Lisa Kristina Ajax (ur. 13 sierpnia 1998 w Järfälli) – szwedzka piosenkarka wykonująca muzykę pop.

## Kariera muzyczna
W 2004 roku rozpoczęła naukę śpiewu z profesjonalną trenerką. Przez osiem lat była częścią zespołu dziecięcego Helges allstars, który ma na celu wczesne kształcenie przyszłych wokalistów. W 2012 roku wzięła udział w programie Lilla Melodifestivalen z piosenką „Allt som jag har”. 
W wieku 16 lat wzięła udział w szwedzkiej odsłonie programu Idol w 2014 roku, którą zwyciężyła, co było momentem rozpoczynającym jej profesjonalną karierę muzyczną.
W listopadzie 2015 roku ogłoszono, że Ajax zakwalifikowała się do stawki konkursowej krajowych eliminacji eurowizyjnych Melodifestivalen 2016, do których zgłosiła się z utworem „My Heart Wants Me Dead”. 18 lutego 2016 wystąpiła w trzecim półfinale selekcji, w którym zajęła pierwsze miejsce i awansowała do finału, gdzie zajęła ostatecznie siódmą lokatę. Rok później powróciła do Melodifestivalen 2017 z piosenką „I Don't Give A”. 11 lutego wystąpiła w drugim półfinale selekcji, gdzie z trzeciego miejsca awansowała do tzw. „drugiej szansy”, skąd dzięki wygranej w duelu przeciwko Axelowi Schylströmowi zakwalifikowałą się do finału, w którym zajęła dziewiąte miejsce. 
W 2019 ponownie brała udział w Melodifestivalen 2019, będącym szwedzkimi eliminacjami do 64. Konkursu Piosenki Eurowizji, z piosenką „Torn”. Z ostatniego, czwartego półfinału, zorganizowanego 23 lutego, adwansowałą do „drugiej szansy”, skąd przeszła do finału, w którym zajęła dziewiąte miejsce. W 2021 wydała swój pierwszy singel w języku szwedzkim pt. „Jag måste”.
Ponownie uczestniczyła w Melodifestivalen 2022 z utworem „Tror du att jag bryr mig” w duecie z Niello, nie kwalifikując się do finału. Również w 2022 roku, wzięła udział jako tancerz-celebryta w programie Let’s Dance, produkowany, na podstawie międzynarodowego formatu Dancing with the Stars. Do Melodifestivalen powróciła w 2024 roku, gdzie zgłosiła się z piosenką „Awful Liar”, awansując do finału w którym zajęła przedostatnie, 11. miejsce.

## Single
| Rok                                                | Tytuł                      | Najwyższa pozycja na liście | Album        |
| Rok                                                | Tytuł                      | SWE                         | Album        |
| -------------------------------------------------- | -------------------------- | --------------------------- | ------------ |
| 2014                                               | „Love Run Free”            | 55                          | Unbelievable |
| 2014                                               | „Unbelievable”             | 14                          | Unbelievable |
| 2015                                               | „Blue Eyed Girl”           | –                           | –            |
| 2016                                               | „My Heart Wants Me Dead”   | 10                          | Collection   |
| 2016                                               | „Give Me That”             | –                           | Collection   |
| 2016                                               | „Love Me Wicked”           | –                           | Collection   |
| 2017                                               | „I Don't Give A”           | 25                          | Collection   |
| 2017                                               | „Number One”               | –                           | Collection   |
| 2018                                               | „Think About You”          | –                           | –            |
| 2019                                               | „Torn”                     | 9                           | –            |
| 2020                                               | „Jag måste”                | –                           | –            |
| 2022                                               | „Tror du att jag bryr mig” | 7                           | –            |
| 2024                                               | „Awful Liar”               | 35                          | –            |
| „–” oznacza, że singel nie był notowany na liście. |                            |                             |              |